# دی هیدروفولات ردوکتاز
آنزیم احیاء دی هیدروفولات (Dihydrofolate reductase) یا دی‌هیدروفولات ردوکتاز آنزیمی است که احیاء دی هیدروفولات را به تتراهیدروفولات با استفاده از کوآنزیم NADPH+H کاتالیز می‌کند. تتراهیدروفولیک اسید کوفاکتور ضروری در ساخت تیمیدین، دی‌ان‌ای و آران‌ای می‌باشد لذا عملکرد این آنزیم بسیار مهم است. مهار این آنزیم یکی از اهداف کموتراپی می‌باشد.
- Reaction catalyzed by DHFR.

## مهار آنزیم
عملکرد این آنزیم به وسیلهٔ تری متوپریم (در آنزیم پروکاریوتی) یا متوترکسات (در آنزیم پروکاریوتی و یوکاریوتی) مهار می‌شود. تتراهیدروفولیک اسید کوفاکتور ضروری در ساخت تیمیدین و DNA می‌باشد. بنابراین باکتری‌هایی که اسید فولیک را خودشان تولید می‌کنند به این دارو حساس هستند و این دارو تکثیر آن‌ها را متوقف می‌کند.
در تکنیک کلون کردن ژن، از ژن‌های آنزیم DHFR مقاوم به متوتروکسات استفاده می‌شود، که آن‌ها را در وکتورهای کلونینگ وارد کرده و سپس به لول‌های پروکاریوتی یا یوکاریوتی برای تکثیر وارد می‌کنند و به عنوان مارکرهای انتخابی به کار می‌روند.